# 摺澤站
摺澤車站（日语：／ Surisawa eki */?）是東日本旅客鐵道（JR東日本）大船渡線沿線的鐵路車站，位於日本岩手縣一關市。當年因政友會的施壓迫使大船渡線途經摺澤，所以該線途經摺澤的線路較為迂迴，是「我田引鐵」（指利用政治力量左右鐵路線規劃以圖利特定團體）的代表性範例。

## 車站構造
對向式月台2面2線的地面車站。各月台以站內平交道連絡。
氣仙沼站管理的業務委託站（JR東日本東北綜合服務委託、早朝夜間無人站）。至2015年5月18日為止設有綠窗口，但已撤去。設有自動售票機、詢問處。

### 月台配置
| 月台 | 路線      | 方向 | 目的地     |
| ---- | --------- | ---- | ---------- |
| 1    | ■大船渡線 | 上行 | 一之關方向 |
| 2    | ■大船渡線 | 下行 | 氣仙沼方向 |

- 由於線路在東日本大震災中損毀，下行班次只運行至氣仙沼站。

## 使用情況
| 年度 | 每日平均乘客人數 |
| ---- | ---------------- |
| 2000 | 373              |
| 2001 | 344              |
| 2002 | 327              |
| 2003 | 329              |
| 2004 | 350              |
| 2005 | 369              |
| 2006 | 347              |
| 2007 | 350              |
| 2008 | 355              |
| 2009 | 353              |

- 2009年度的旅運人數每日平均353人次。

## 車站週邊
- 縣道19號一関大東線
- 縣道104號沖田澀民線
- 縣道135號摺澤停車場線
- 國道343號
- 國道456號
- 小黒瀧
- 摺澤公園
- 一關市公所摺澤出張所
- 摺澤郵局

## 歷史
- 1934年9月3日 - 設站。
- 1987年4月1日 - 日本國鐵分割民營化後成為JR東日本的車站。
- 2005年4月1日 - 站房改建、業務委託化。摺澤站長廢止、由氣仙沼站長管理。

## 相鄰車站
東日本旅客鐵道
■大船渡線
柴宿－摺澤－千廄

## 外部連結
- JR東日本－摺澤站 （页面存档备份，存于）（日語）

38°59′45.11″N 141°19′17.05″E / 38.9958639°N 141.3214028°E